# Фрационе Деверзи (Кунео)
Фрационе Деверзи је насеље у Италији у округу Кунео, региону Пијемонт.
Према процени из 2011. у насељу је живело 1 становника. Насеље се налази на надморској висини од 1029 м.